# Barösund, Östergötland
Barösund är ett sund i Gryts socken, Valdemarsviks kommun mellan Kättilö och Fångö.
Enligt en otillförlitlig sägen skall Anund Jakob och Olav den helige ha utkämpat en strid mot varandra i Barösund omkring 1027, vilket skall vara orsak till att flera holmar runt sundet bär namn efter kung Olof. Sigismund sökte 1592 nödhamn i Barösund på väg från Kalmar till Stockholm sedan han blivit vald till svensk kung. Under sin tid här utfärdade han ett brev till svenska krigsledningen att den skulle låta bli att fästa vikt vid hertig Karls konspirationer och förbli trogen sin valde kung.